# Harzquerbahn

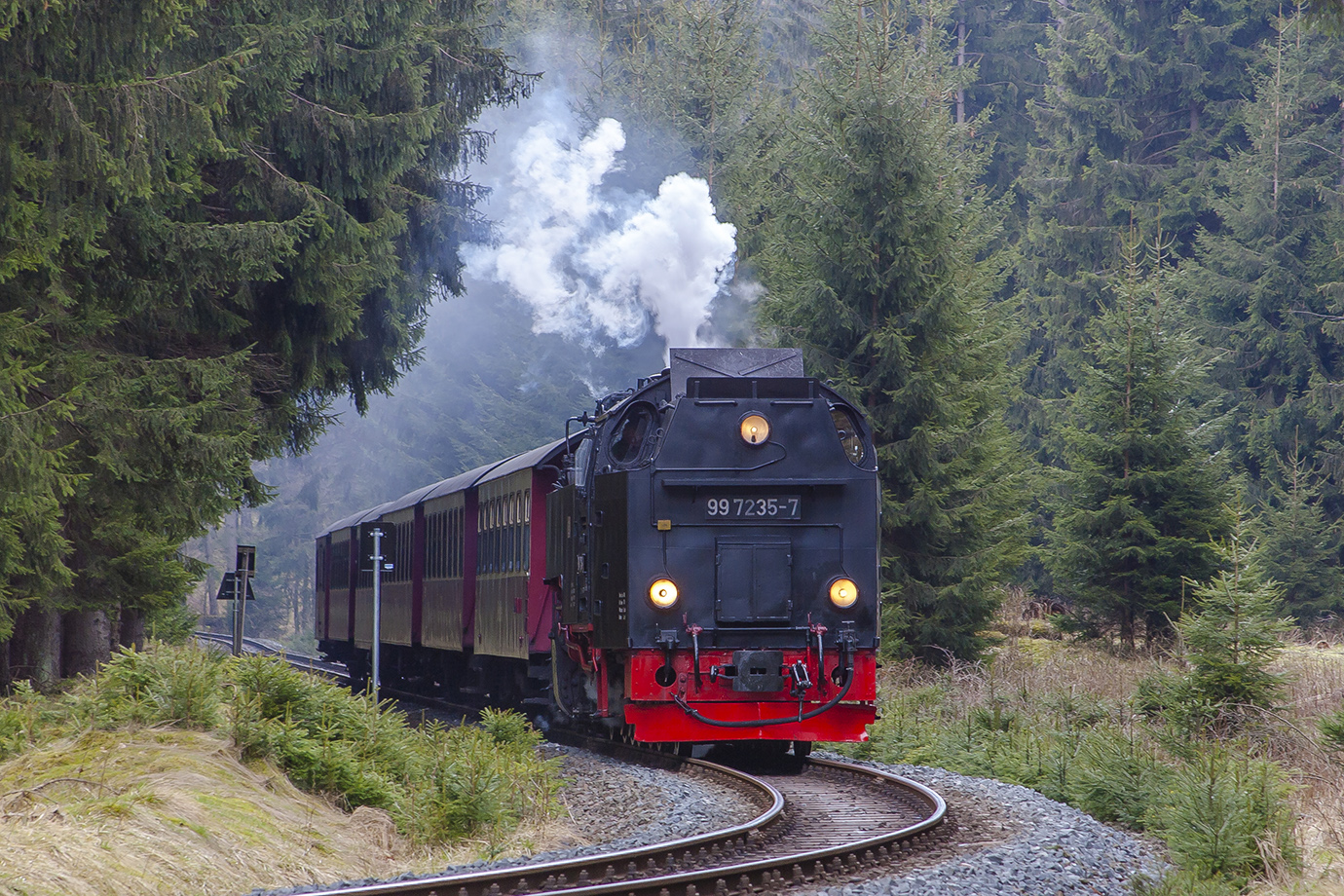
Un treno in corsa presso Benneckenstein

La Harzquerbahn (letteralmente: «ferrovia trasversale dell'Harz») è una linea ferroviaria tedesca a scartamento ridotto che collega Nordhausen a Wernigerode attraversando la regione montuosa dell'Harz.

## Storia
Il primo tratto della ferrovia Harzquerbahn ad entrare in servizio fu la linea da Nordhausen a Ilfeld, il 12 luglio 1897. Da nord, il tratto da Wernigerode a Drei-Annen-Hohne fu completato il 20 giugno 1898. Il tratto rimanente tra Drei-Annen-Hohne e Benneckenstein fu infine inaugurato il 27 marzo 1899 insieme alla linea fino al Brocken, la vetta più alta delle montagne dello Harz. La società di gestione originaria era la compagnia ferroviaria Nordhausen-Wernigerode-Eisenbahn-Gesellschaft. Dopo l'acquisizione obbligatoria della linea nel 1949, la Deutsche Reichsbahn della Germania orientale l'ha gestita fino al 1993.
Dal 1899 la ferrovia Harzquerbahn incrociava un'altra linea a scartamento metrico a Sorge. Quest'altra linea era gestita dalla compagnia ferroviaria tedesca, la Südharz-Eisenbahn-Gesellschaft, che andava da Walkenried a Tanne passando per Brunnenbachsmühle e Sorge. Nel 1913 fu costruita una linea di collegamento, inizialmente solo per i treni passeggeri. Nel 1945 i servizi a Sorge furono chiusi, perché questo tratto attraversava il confine con la Germania interna. La tratta da Sorge a Tanne continuò a essere percorsa fino al 1958. I binari sono rimasti sul ponte di confine fino alla caduta del Muro di Berlino nel 1989.

## Caratteristiche

### Percorso
| Unknown route-map component "uCONTr+f" |  | Unknown route-map component "CONTl+f" |

| Urban straight track | Head station | Station on track |

| Unknown route-map component "uSTRl" | Unknown route-map component "mABZg+r" | Straight track |

|  | Straight track | Unknown route-map component "CONTl+g" |

| Non-passenger station/depot on track |

| Stop on track |

| Stop on track |

| Stop on track |

| Stop on track |

| Station on track |

| Small bridge over water |

| Stop on track |

| Unknown route-map component "exCONTgq" | Unknown route-map component "eABZg+r" |  |

| Station on track |

| Stop on track |

| Stop on track |

| Station on track |

| Stop on track |

| Stop on track |

| Stop on track |

| Station on track |

| Unknown route-map component "CONTgq" | Unknown route-map component "ABZgr" |  |

| Stop on track |

| Stop on track |

| Unknown route-map component "STR+GRZq" |

| Station on track |

| Stop on track |

| Unknown route-map component "exCONTr+f" | Straight track |  |

| Unknown route-map component "exHST" | Unknown route-map component "eBHF" |  |

| Unknown route-map component "exSTRl" | Unknown route-map component "eKRZuxl" | Unknown route-map component "exCONTfq" |

| Station on track |

|  | Unknown route-map component "ABZg+l" | Unknown route-map component "CONTfq" |

| Unknown route-map component "XPLTaq" + Unknown route-map component "exKBHFa" + Unknown route-map component "HUBaq" | Unknown route-map component "XPLTeq" + Station on track + Unknown route-map component "HUBeq" |  |

| Unknown route-map component "exCONTr+g" | Straight track |  |

| Non-passenger station/depot on track |

| Station on track |

| Station on track |

| Stop on track |

| Station on track |

|  | Unknown route-map component "ABZg+l" | Unknown route-map component "CONTfq" |

| Station on track |

| Continuation forward |